# سوتلانا آواکیان
سوتلانا ولادیمیری آواکیان (ارمنی: Սվետլանա Վլադիմիրի Ավագյան؛ انگلیسی: Svetlana Avagyan؛ زادهٔ ۲۶ اکتبر ۱۹۳۵ - درگذشته ۶ مارس ۲۰۱۶) نویسنده، مترجم و روزنامه‌نگار اهل ارمنستان بود. وی عضو اتحادیه نویسندگان ارمنستان بود. آواکیان از دانشگاه دولتی ایروان فارغ‌التحصیل شده بود.

## ترجمه‌ها
- ادوارد آواکیان، Երևանի խճանկար, ایروان، ۲۰۱۲:
- لوون خچویان، Տան պահապան հրեշտակը, ایروان، ۲۰۰۷:
- Թափանցիկ օր (հայ արձակի ժողովածու), مسکو، ۱۹۹۸:
- ادوارد آواکیان، Մի կյանքը քիչ է, مسکو، ۱۹۸۸:
- آلوارت پتروسیان، Մարդու տունը (վիպակներ և պատմվածքներ), ایروان، ۱۹۸۷: